# Isabelle Charest
Isabelle Charest (Rimouski, 3 gennaio 1971) è un'ex pattinatrice di short track canadese.

## Carriera
Vinse tre medaglie ai Giochi Olimpici (tutte in staffetta, ma non riuscì mai a conquistare l'oro) e 5 ai campionati mondiali, dove trionfò 3 volte.

## Palmarès
Olimpiadi
- Argento a Lillehammer 1994 (staffetta)
- Bronzo a Nagano 1998 (staffetta)
- Bronzo a Salt Lake City 2002 (staffetta)

Mondiali
- a The Hague 1996 (500 m, 1000 m e generale)
- a Nagano 1997 (500 m e staffetta)

Mondiali Team
- a Bormio 1998
- a St. Louis 1999